# A Place to Call Home (serie televisiva)
A Place to Call Home è una serie televisiva australiana trasmessa dal 28 aprile 2013 sul canale Seven Network al 21 ottobre 2018 sul canale Showcase.

## Trama
La serie è ambientata nelle zone rurali del New South Wales in Australia nel periodo successivo alla seconda guerra mondiale. Sarah Adams, torna in Australia dopo vent'anni vissuti all'estero per iniziare una nuova vita, ma finisce per scontrarsi con la ricca matriarca Elizabeth Bligh.

## Episodi
| Stagione         | Episodi | Prima TV Australia | Prima TV Italia |
| ---------------- | ------- | ------------------ | --------------- |
| Prima stagione   | 13      | 2013               | inedita         |
| Seconda stagione | 10      | 2014               | inedita         |
| Terza stagione   | 10      | 2015               | inedita         |
| Quarta stagione  | 12      | 2016               | inedita         |
| Quinta stagione  | 12      | 2017               | inedita         |
| Sesta stagione   | 10      | 2018               | inedita         |